# Brštica
Brštica (en serbe cyrillique : Брштица) est une localité de Serbie située dans la municipalité de Krupanj, district de Mačva. Au recensement de 2011, elle comptait 1 098 habitants.
Brštica est officiellement classée parmi les villages de Serbie.

## Démographie

### Évolution historique de la population
| 1948  | 1953  | 1961  | 1971  | 1981  | 1991  | 2002  | 2011  |
| ----- | ----- | ----- | ----- | ----- | ----- | ----- | ----- |
| 1 080 | 1 213 | 1 352 | 1 222 | 1 186 | 1 243 | 1 254 | 1 098 |

|  |